# Roy Eugene Davis
Roy Eugene Davis (Leavittsburg, 9 marzo 1931 – Lakemont, 27 marzo 2019) è stato un saggista e maestro del kriyā Yoga statunitense.

## Biografia
Discepolo di Paramahansa Yogananda fin dall'età di 18 anni, si unì alla sua comunità di Los Angeles nel 1949. Ricevuta l'iniziazione al kriya yoga nel 1951, fu autorizzato da Paramahansa Yogananda ad insegnare verso la fine di quell'anno. Poiché si sentiva più portato ad esprimersi individualmente, Davis abbandonò la Self-Realization Fellowship due anni dopo, avviando con successo l'attività di maestro indipendente del kriyā Yoga in tutto il mondo, con presenze significative in Giappone, Brasile, Canada, Ghana, Nigeria, Gran Bretagna, India, Germania e Italia.
I suoi libri sono stati pubblicati in nove lingue, con oltre quaranta diverse edizioni nel mondo.
È vissuto negli Stati Uniti, dove dal 1972 ha dato vita al Center for Spiritual Awareness come base permanente della sua attività di insegnamento. Entrò a far parte di questa organizzazione verso la fine degli anni sessanta, quando ancora si chiamava "Christian Spiritual Alliance". Roy Eugene Davis insegnava una forma di kriya yoga molto legata alle organizzazioni spirituali americane del "New Thought". Il Center for Spiritual Awareness ha gruppi di meditazione sparsi in: Stati Uniti, Canada, Sud Africa, Germania, Inghilterra e Italia.